# Éric Bonnet
Pour les articles homonymes, voir Bonnet.
Éric Bonnet (né le 25 mai 1960 à Montpellier) est un coureur cycliste professionnel français.

## Biographie
Il est le frère de Patrick Bonnet, également cycliste professionnel. 

## Palmarès

### Amateur
- Amateur
  - 1974-1981 : 52 victoires

- 1978
  - Concours National Gan

- 1980
  - Championnat du Languedoc-Roussillon

- 1981
  - Championnat interrégional

- 1985
  - 3e du Tour du Haut-Languedoc

- 1987
  - Grand Prix de Cannes amateurs
  - 3e des Boucles catalanes

- 1988
  - 3e de La Pyrénéenne
  - 3e du Grand Prix de La Londe-les-Maures

### Professionnel
- 1982
  - 3e du Grand Prix de Peymeinade
  - 3e du Circuit de l'Indre
- 1983
  - 2ea étape du Tour du Sud-Est
- 1984
  - 3e du Grand Prix de Mauléon-Moulins